# Letanovce

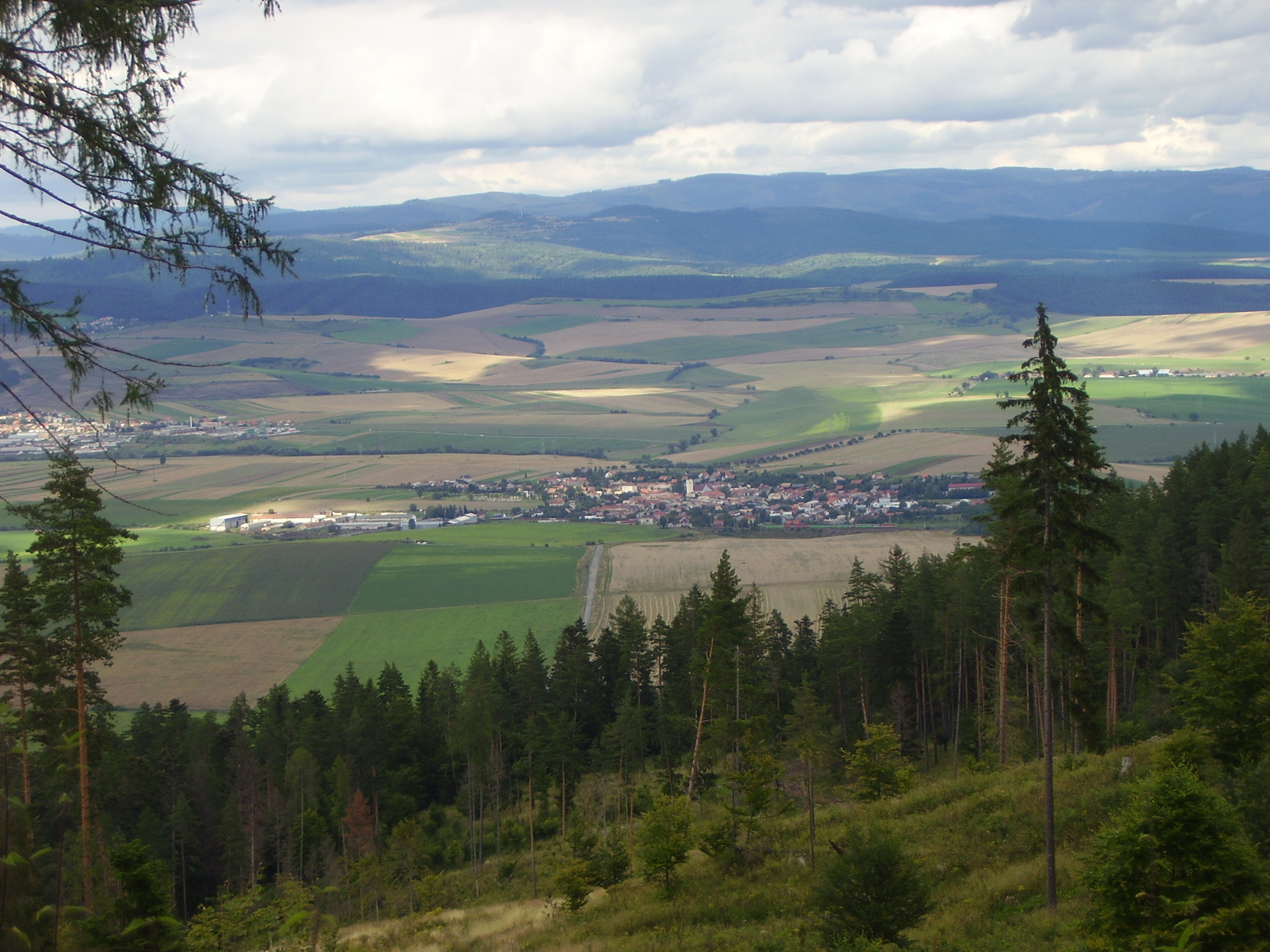
Letanovce

Letanovce (Hongaars: Létánfalva) is een Slowaakse gemeente in de regio Košice, en maakt deel uit van het district Spišská Nová Ves.
Letanovce telt 2.155 inwoners.